# Будак, Владимир Павлович
Владимир Павлович Будак (род. 1954) — российский учёный, автор многочисленных публикаций по теории переноса излучения и светотехнике. Профессор кафедры светотехники Московского энергетического института, доктор технических наук. С 2017 года — главный редактор журнала «Светотехника / Light & Engineering».

## Научная деятельность
- В 1985 году в МЭИ защитил диссертацию на звание к.т. н. по темам Светотехника и источники света, «Метод расчета переноса оптического изображения в мутных средах с анизотропным рассеянием»
- В 1998 году в МЭИ защитил диссертацию на звание д.т. н., по теме Оптические и оптико-электронные приборы, «Малоугловая теория диффузного светового поля»

### Направления научной деятельности
- Малоугловое приближение в теории переноса излучения
- Перенос оптического изображения в ОЭС видения в мутной среде
- Дистанционное зондирование подстилающей поверхности
- Компьютерная графика

### Наиболее важные научные результаты
- Будак В. П. Сармин С. Э. Решение уравнения переноса излучения методом сферических гармоник в малоугловой модификации. Оптика атмосферы, 1990 г. т.3 № 9 с. 981—987
- Астахов И. Е. Будак В. П., Лисицын Д. В. Основные краевые задачи переноса изображения в активной оптико-электронной системе наблюдения через случайно-неровную поверхность раздела сред. // Оптика-атмосферы и океана 1992 г. т.5, № 8. — C. 843—851
- Астахов И. Е. Будак В. П., Лисицын Д. В. Решение векторного уравнения переноса в малоугловой модификации метода сферических гармоник. // Оптика атмосферы и океана 1994 г. т.7, № 6 — с. 753—761
- Будак В. П. Лисицын Д. В. Селиванов В. А. Церетели Г. Г. Расчёт поляризационных характеристик излучения, отражённого плоским слоем мутной среды. // Оптика-атмосферы и океана 1996 г. т.9, № 5 — с. 584—591
- Будак В. П., Савенков В. И. Расчёт светового поля точечного изотропного монохроматического источника света методом сферических гармоник // Тp. Моск. энерг. ин-т, 1980. Вып. 488. С.42-49
- Будак В. П., Савенков В. И. О новом решении уравнения переноса излучения в рамках мало углового приближения // Тp. Моск. энерг. ин-т, 1982. Вып. 591. С.141-144
- Будак В. П., Савенков В. И. Мельников Г. А. Использование метода сферических гармоник для расчёта световых полей в мутных средах с анизотропным рассеянием // Межвед. тем. сб. МЭИ, 1983. Вып. 12. С.9-16
- Budak V.P. and Sarmin S.E. Solution of the radiation transfer equation by the method of spherical harmonics in the small-angle modification // Atm. Opt., 1990. Vol.3, No.9. P. 898—903.
- Astakhov I.E., Budak V.P., Lisitsin D.V., and Selivanov V.A. Solution of the vector radiative transfer equation in the small-angle approximation of the spherical harmonics method // Atmos. Oceanic Opt., 1994. V.7, No.06. — P.398-402
- Boudak V.P., Kozelsky A.V., and Savitsky E.N. Improvement of the spherical harmonics method convergence at strongly anisotropic scattering // Atmos. Oceanic Opt., 2004. Vol.17, No.1. — P.28-33.
- V.P. Budak and A.V. Kozelskii. Accuracy and applicability domain of the small angle approximation // Atmos. Oceanic Opt. 2005. Vol.18, Nos. 1-2. — P. 32-37
- Budak V.P., Korkin S.V. On the solution of a vectorial radiative transfer equation in an arbitrary three-dimensional turbid medium with anisotropic scattering //JQSRT, 2008. V.109. P.220-234.
- Budak V.P., Korkin S.V. The spatial polarization distribution over the dome of the sky for abnormal irradiance of the atmosphere // JQSRT, 2008. V.109. P.1347-1362.
- Sokoletsky L.G., Nikolaeva O.V., Budak V.P., Bass L.P., Lunetta R.S., Kuznetsov V.S., Kokhanovsky A.A. A comparison of numerical and analytical radiative transfer solutions for plane albedo of natural waters // JQSRT, 2009. Vol.110, N13. — P.1132-1146.
- Brill A.I., Budak V.P., Ilyushin Ya.A., Korkin S.V., Oshchepkov S.L. Matrix form of VRTE solution for verticaly stratified slab // PIERS Proc., 2009, August, Moscow, Russia. P. 775—780.
- Будак В. П., Илюшин Я. А. Учёт дисперсии длин путей рассеянного света в малоугловом приближении теории переноса излучения // Оптика атмосферы и океана, 2010. Т.23. № 02. С.102-105